# Baby (gmina Odolanów)
Baby – osada w Polsce położona w województwie wielkopolskim, w powiecie ostrowskim, w gminie Odolanów.
Znajduje się w odległości około 12 km na południowy zachód od Ostrowa Wielkopolskiego i położona jest przy drodze powiatowej Odolanów - Łąkociny. W okolicy miejscowości przepływa rzeczka Kuroch. 
W latach 1975–1998 w województwie kaliskim, w latach 1932–1975 i od 1999 w powiecie ostrowskim.
Baby to miejscowość licząca około 340 mieszkańców.